# Cessna O-1 Bird Dog
Cessna O-1 Bird Dog je letalo za lahek transport in izvidništvo. To je bilo prvo v celoti kovinsko letalo s fiksnimi krili, ki ga je naročila Kopenska vojska Združenih držav Amerike po ločitvi vojaškega letalstva leta 1947. Bird Dog je imel dolgo kariero v ameriški vojski, pa tudi v drugih državah. Uporabljal se je za zelo različne namene: vleko jadralnih letal, metanje padalcev, prevoz ranjencev, lahek transport, prevoz pošte ipd.

## Oblikovanje in razvoj
Ameriška vojska je iskala letalo, ki bi lahko letelo nad sovražnikovimi lokacijami, da bi zbiralo informacije v zvezi s ciljnimi lokacijami in razdaljami topniškega ognja ter opravljalo povezovalne naloge in bi bilo po možnosti povsem kovinsko, saj S tkanino prekrita letala za zveze, uporabljena med drugo svetovno vojno (predvsem Piperji) so namreč imela prekratko življenjsko dobo. Potem ko je bila izdana specifikacija za dvosedežno povezovalno in opazovalno enokrilno letalo je Cessna predložila model Cessna 305A, razvoj Cessne 170. Cessna 305A je bilo enomotorno, lahko enokrilno letalo z oporniki, visokimi krili in repnim kolesom.
Največja razlika od Cessne 170 je bila v tem, da je imel 305A samo dva sedeža v tandemski konfiguraciji. Druge razlike so vključevale preoblikovan zadnji del trupa, ki je omogočal pogled neposredno nazaj (funkcija, ki so jo pozneje poimenovali "Omni-View", po letu 1964 prenesena na enomotorna letala Cessna), in prozorne plošče v osrednjem delu kril nad letalom. pilotska kabina (podobna tistim na Cessni 140 in kasnejšem modelu Cessna 150 Aerobat ), ki je pilotu omogočala pogled neposredno nad glavo. Širša vrata so bila nameščena, da so lahko naložili nosila. 
Ameriška vojska je s Cessno oddala pogodbo za 418 letal, ki so bila označena kot L-19A Bird Dog . Prototip Cessna 305 (registracija N41694) je prvič poletel 14. decembra 1949, zdaj pa je v središču Spirit of Flight Center v Erieju v Koloradu. Dobave so se začele decembra 1950 in letala so bila kmalu uporabljena v prvi vojni v Koreji od 1950 do 1953. Različica trenažerja za instrumente je bila razvita leta 1953, poznejše različice so imele propelerje s konstantno hitrostjo, končna različica, L-19E, pa je imela večjo bruto težo.
Okoli leta 1950 so bila naročila USAF za šestdeset letal L-19A preusmerjena na Korpus mornariške pehote Združenih držav Amerike (USMC), ki jim je dal oznako OE-1 (dostavljeni v letih 1951–1953) in poslal v Korejo.  Leta 1959 sta bili dve letali L-19E, premeščeni iz ameriške vojske v USMC, prav tako označeni z OE-1.  USMC je izdal zahtevo za večjo in hitrejšo različico, zaradi česar je Cessna prilagodila krila Cessne 180 in močnejši 260 hp (190 kW) motor Continental O-470-2 za letalo, ki je dobilo oznako OE-2. Dobavljenih je bilo 27 teh izboljšanih letal, vendar je močno zvišanje cene USMC odvrnilo od nadaljnjih naročil.
Cessna je izdelala 3431 letal;  po licenci ga je izdelal tudi Fuji na Japonskem.

## Operaterji
- Avstralija
- Avstrija
- Brazilija
- Kambodža
- Kanada
- Čile
- Francija
- Indonezija
- Irak
- Italija
- Japonska
- Kraljevina Laos
- Malta
- Severna Koreja
- Norveška
- Pakistan
- Filipini
- Južna Koreja
- Južni Vietnam
- Španija
- Saudova Arabija
- Tajvan
- Tajska
- Turčija
- ZDA
- Vietnam

## Specifikacije (O-1E)
Podatki iz Jane's All The World's Aircraft 1962–63
Splošne značilnosti
- Posadka: one/two
- Dolžina: 25 ft 10 in (7,87 m)
- Razpon kril: 36 ft 0 in (10,97 m)
- Višina: 7 ft 4 in (2,24 m)
- Površina kril: 174 sq ft (16,2 m2) [8]
- Teža praznega letala: 1.614 lb (732 kg)
- Maks. vzletna teža: 2.430 lb (1.102 kg)
- Kapaciteta goriva: 41 US gal (34 imp gal; 160 L)
- Pogon letala: 1 × Continental O-470-11 air-cooled flat-six, 213 hp (159 kW)

Zmogljivost
- Maks. hitrost: 115 mph (185 km/h; 100 kn)
- Potovalna hitrost: 104 mph (90 kn; 167 km/h) at 5.000 ft (1.500 m)
- Doseg: 530 mi (461 nmi; 853 km)
- Višina leta (servisna): 18.500 ft (5.639 m)
- Absolute ceiling: 24.800 ft (7.600 m)
- Hitrost vzpenjanja: 1.150 ft/min (5,8 m/s)
- Take-off distance to 50 ft (15 m): 560 ft (170 m)
- Landing distance from 50 ft (15 m): 600 ft (180 m)

- Crew: 1/2
- Length: 25 ft 10 in (7.87 m)
- Wingspan: 36 ft 0 in (10.97 m)
- Height: 7 ft 4 in (2.24 m)
- Wing area: 174 sq ft (16.2 m2) [8]
- Empty weight: 1,614 lb (732 kg)
- Max takeoff weight: 2,430 lb (1,102 kg)
- Fuel capacity: 41 US gal (34 imp gal; 160 L)
- Powerplant: 1 × Continental O-470-11 air-cooled flat-six, 213 hp (159 kW)

Performance
- Maximum speed: 115 mph (185 km/h, 100 kn)
- Cruise speed: 104 mph (167 km/h, 90 kn) at 5,000 ft (1,500 m)
- Range: 530 mi (850 km, 460 nmi)
- Service ceiling: 18,500 ft (5,600 m)
- Absolute ceiling: 24,800 ft (7,600 m)
- Rate of climb: 1,150 ft/min (5.8 m/s)
- Take-off distance to 50 ft (15 m): 560 ft (170 m)
- Landing distance from 50 ft (15 m): 600 ft (180 m)